# Hylaea manitiaria
Hylaea manitiaria är en fjärilsart som beskrevs av Herrich-Schäffer 1848. Hylaea manitiaria ingår i släktet Hylaea och familjen mätare. Inga underarter finns listade i Catalogue of Life.